# Kodak EasyShare CX7430
Le Kodak EasyShare CX7430 est un appareil photographique numérique de type compact fabriqué par Kodak.
|  |  |

Le CX7430 est un appareil de dimensions réduites (10,25 × 6,5 × 3,8 cm), d'une définition de 4 mégapixels et équipé d'un zoom optique de 3x.

Sa portée minimum de la mise au point est de 60 cm ramené à 13 cm en mode macro.

Son automatisme gère 4 modes Scène pré-programmés afin de faciliter les prises de vues (paysage, portrait, sport et nocturne).

L’ajustement de l'exposition est possible dans une fourchette de ±2.0 par paliers de 0,5 EV.

La balance des blancs se fait de manière automatique, mais également semi-manuel avec 3 options pré-réglées (soleil, lumière tungstène et tubes fluorescents).

Son flash incorporé a une portée effective de 0,6 à 3,6 m et dispose de la fonction atténuation des yeux rouges.

Il est équipé d'une fonction Share qui permet d'imprimer, d'envoyer par courrier électronique ou d'enregistrer les images d'une simple pression sur le bouton Share.

Son mode rafale permet de prendre 3 images par seconde jusqu'à un maximum de 6 images par seconde.
Il possède en option une station d'accueil qui permet de recharger l'appareil et de visionner les photos directement depuis l'appareil ou d'un téléviseur.

## Caractéristiques
- Capteur CCD taille 1/2,5 pouce : 4,23 millions de pixels, effective : 4 millions de pixels
- Zoom optique : 3x, numérique : 4x
- Distance focale équivalence 35 mm : 34–102 mm
- Ouverture de l'objectif : F/2,7-F/5,2 en grand angle et F/4,6-F/8,7 en téléobjectif
- Vitesse d'obturation : 4 à 1/1400 seconde
- Sensibilité : Auto : ISO 80 à ISO 160 - Manuel : ISO 80, 100, 200, 400.
- Stockage : Secure Digital SD et MultiMedia Card MMC - mémoire interne de 16 Mo
- Définition image maxi : 2304x1728 au format JPEG
- Autres définitions : 3,5 MP : 2304 × 1536, 2,1 MP : 1656 × 1242, 1,1 MP : 1200 × 900.
- Définitions vidéo : 320 × 240 à 20 images par seconde et 640x480 à 13 images par seconde avec son au format QuickTime.
- Connectique : Docking station, USB, audio-vidéo composite
- Écran LCD de 1,6 pouce - matrice active TFT 71.760 pixels
- Batterie (2) format AA (LR6) Lithium-ion ou Ni-MH pour être utilisé avec la station d'accueil ou 2 piles AA alcalines.
- Poids : 178 g sans accessoires
- Finition : argent.